# روسر تاروگو
روسر تاروگو (اسپانیایی: Roser Tarragó‎؛ زادهٔ ۲۵ مارس ۱۹۹۳) بازیکن واترپلو اهل اسپانیا است.
وی در مسابقات کشوری و بین‌المللی در مجموع برندهٔ ۳ مدال طلا، ۳ مدال نقره، ۱ مدال برنز شده‌است.